# Титулатури на фараоните
Титулатурите на фараоните в Древен Египет е стандартна именна практика, приета от владетелите на Древен Египет.

## Хорическо име
| G5 |

Като живо въплъщение на Хор, фараонът царува под името Хор. Името му, изписано в серех, увенчано с Хор и често се поддържа от двете ръце на ка, е символ на духа на племето и предшествениците му, в които е бил въплътен Хор. Името на фараона започва винаги с Хор.

## Име на Небти
| G16 |

Когато било извършено единението на Древен Египет, царят започва да носи две имена – хорическо име (виж Хор) и име на Небти.
Името на Небти (думата означава „двете господарки“) е онова, чрез което царят се отъждествява с двете богини на Севера и Юга – Нехбет, богиня лешояд от Ел-Каб, и Уаджет, богиня на Буто. Тъй като това са двете владетелки на короните (бялата и червената), царят „небти“ се превръща във въплъщение на двойната корона. Това име започва с „двете богини…“ (превеждано от някои „повелител на двойната корона“).

## Име Несут-бити (тронно име)
| M23 · t | L2 · t |

Удиму, фараон от Първа династия, добавя към тези две имена и трето – несут-бити.
Несут означава „този (който принадлежи) на тръстиката“ (или на папрата). Това било името на царя на Юга, вероятно в Хиераконполис.
Бити (или бит) е пчелата на Буто, символ на царствеността на Делтата. Титлата Несут-бити е тази на „царя на Горната и Долна държава“.

## Златно хорическо име
| G8 |

Златно хорическо име (Нубит) се появява в първоначалната си форма при Джосер. Името на царя е следвано от слънчевия диск на Ра под знака на Сет от Омбос (нубти).
Някои египтолози смятат, че в това трябва да се вижда символът на победата на Ра-Хор над Сет. И така, името започва със „златен Хор“, което може да се видоизменя, като например Хатшепсут го превръща в „женски Хор от тънко злато“.

## Име на Са-Ре или Рождено име
| G39 | N5 | \| \| |
|     |    |       |

|  |

Това е името, получено при раждането. То е предшествано от титлата „Син на Ра“. Изобразява се с йероглиф, показващ патица, което е омоним на думата за „син“ („za“) до образа на слънце, което символизира бог Ра.
Съвременните историци означават древните египетски фараони с това им име, следвано от поредно число (пр. „II“, „III“), за да отличат отделните личности, носещи едно и също първо име.
Последователността на имената се променя с времето. Получават се:
- Хорическо име
- Име на Небти
- Златно хорическо име
- Име на Несут-бити; в това име, превръщащо се в малко име и обградено с картуш, винаги влиза името на Ра – това е името, което фараонът приема при качването си на престола
- Име на Са-Ре. Името, което князът получава при раждането си, въведено от „син на Ра“ и заградено във втори картуш.

Ето например цялата титулатура на Тутмос III:
- Хорическо име: „Хор, могъщ бик, възправен в Тива“
- Име на Небти: „Двете богини, осигуряващи дълголетие на царствеността, подобно на Ра в небето“
- Златно хорическо име: „Златен Хор, силен с ценността и свят с диадемите“
- Име на Несут-бити: "Цар на Горната и Долната земя, Менхеперра (в картуш) „формата на Ра е дълголетна“"
- Име на Са-Ре: "Син на Ра, Тутмес нефер Хеперу (във втори картуш), „Тот го заченал красив по форма“, и името завършва с „любим на Хатор, повелителка на тюркоаза“".